# Vaidacuta
Vaidacuta (węg. Vajdakuta) – wieś w Rumunii, w okręgu Marusza, w gminie Suplac. W 2011 roku liczyła 17 mieszkańców.